# 1439-1430 v.Chr.
De jaren 1439-1430 v.Chr. (van de christelijke jaartelling) zijn een decennium in de 15e eeuw v.Chr..

## Gebeurtenissen

### Egypte
- 1438 v.Chr. - Koning Thoetmosis III begint zijn veertiende veldtocht naar Palestina en Syrië.
- 1437 v.Chr. - Thoetmosis III verslaat in de streek bij Kadesh het leger van de Mitanni.
- Na twintig jaar oorlog is Syrië grotendeels veroverd en Cilicië betaalt schatting aan Thebe.
- 1435 v.Chr. - Thoetmosis III trekt in zijn zeventiende veldtocht ten strijde tegen Koesj.
- 1430 v.Chr. - Thoetmosis III laat Hatsjepsoet van alle monumenten verwijderen.

### Mesopotamië
- 1435 v.Chr. - Het koninkrijk Mitanni behoudt het gezag over Alalah en Karchemish.

### Klein-Azië
- 1430 v.Chr. - Koning Tudhaliya I (1430 - 1400 v.Chr.) heerst over de Hettieten.

1499-1490 · 1489-1480 · 1479-1470 · 1469-1460 · 1459-1450 · 1449-1440 · 1439-1430 · 1429-1420 · 1419-1410 · 1409-1400 · >>